# Bonvesin de la Riva
Bonvesin de la Riva (Milà, 1240-1315) fou un poeta italià del Duocento. Alternà l'escriptura en llombard i en llatí amb la seva tasca a diverses institucions de caritat.
Al seu Libro delle Tre Scritture fa un recorregut que anticipa el de la Divina Comèdia de Dant. Destaquen també els seus poemes escrits seguint el gènere de la disputatio, on es lloen les virtuts d'un membre d'un possible contrast. No es limita en ells a les contraposicions tradicionals com l'amor espiritual contra l'amor carnal, sinó que introdueix variants com per exemple les virtuts d'una flor davant una altra, ampliant així els temes poètics. La seva obra inclou nombrosos poemes religiosos i unes Meravelles de Milà ("De magnalibus urbis Mediolani"), de caràcter patriòtic, on detalla des de les classes socials fins als costums culinaris de la regió.